# Rookley
Rookley – wieś w Anglii, na wyspie Wight. Leży 6 km na południe od miasta Newport i 125 km na południowy zachód od Londynu.